# Sven Montgomery
Sven Montgomery (Detmold, 10 maggio 1976) è un ex ciclista su strada e dirigente sportivo svizzero, professionista dal 1998 al 2006.

## Palmarès

### Strada
- 1998 (Post Swiss Team, una vittoria)

Martigny-Mauvoisin
- 2001 (Française des Jeux, una vittoria)

5ª tappa Grand Prix du Midi Libre (Rignac > Mende)

#### Altri successi
- 2001 (Française des Jeux)

Classifica scalatori Critérium du Dauphiné Libéré
- 2004 (Gerolsteiner)

Classifica scalatori Tour de Romandie

## Piazzamenti

### Grandi Giri
- Giro d'Italia

2004: non partito (14ª tappa)
2005: 59º
- Tour de France

2000: ritirato (11ª tappa)
2001: ritirato (16ª tappa)
2003: non partito (8ª tappa)
2004: ritirato (7ª tappa)
- Vuelta a España

2003: non partito (18ª tappa)
2005: 88º
2006: ritirato (12ª tappa)

### Classiche monumento
- Liegi-Bastogne-Liegi

2000: ritirato

### Competizioni mondiali
- Campionati del mondo

Verona 1999 - In linea Elite: ritirato
Hamilton 2003 - In linea Elite: ritirato

### Competizioni europee
- Campionati europei

Villach 1997 - In linea Under-23: 2º

## Riconoscimenti
- Mendrisio d'argento del Velo Club Mendrisio nel 1997